# Setor Complementar de Indústria e Abastecimento
Setor Complementar de Indústria e Abastecimento (acronimo SCIA) è una regione amministrativa del Distretto Federale brasiliano. Comprende, oltre all'area industriale e commerciale, il sobborgo di Vila Estrutural.